# Galán
Galán è un comune della Colombia facente parte del dipartimento di Santander.
L'abitato venne fondato da Francisco Javier Gamarra, Matías José de Ardila e Ignacio José de Rueda nel 1783.